# Tie It Up
"Tie It Up" é uma canção da cantora norte-americana Kelly Clarkson. Foi escrita por Ashley Arrison, Shane McAnally e Josh Osborne, com a produção de McAnally. O seu lançamento digital ocorreu a 25 de Junho de 2013 através das editoras discográficas RCA Records e Columbia Nashville. Musicalmente, é classificada com o género estilístico country blues, sendo que a sua letra fala sobre pedidos de casamento e planeamento do mesmo. Clarkson interpretou ao vivo a música pela primeira vez durante o festival de country CMA Festival, além de ter pedido aos fãs para lhe enviarem fotos para realizar um vídeo musical lírico.

## Desempenho nas tabelas musicais

### Posições
| Tabela musical (2013)                                     | Melhor posição |
| --------------------------------------------------------- | -------------- |
| Canadá - Canadian Hot 100                                 | 79             |
| Coreia do Sul - Gaon International Chart                  | 149            |
| Estados Unidos - Billboard Bubbling Under Hot 100 Singles | 12             |
| Estados Unidos - Billboard Digital Songs                  | 63             |
| Estados Unidos - Billboard Country Songs                  | 33             |

## Histórico de lançamento
| País           | Data                | Formato          | Editora discográfica    |
| -------------- | ------------------- | ---------------- | ----------------------- |
| Austrália      | 25 de Junho de 2013 | Descarga digital | RCA                     |
| Bélgica        | 25 de Junho de 2013 | Descarga digital | RCA                     |
| Brasil         | 25 de Junho de 2013 | Descarga digital | RCA                     |
| Canadá         | 25 de Junho de 2013 | Descarga digital | RCA                     |
| Dinamarca      | 25 de Junho de 2013 | Descarga digital | RCA                     |
| Estados Unidos | 25 de Junho de 2013 | Descarga digital | RCA                     |
| Finlândia      | 25 de Junho de 2013 | Descarga digital | RCA                     |
| França         | 25 de Junho de 2013 | Descarga digital | RCA                     |
| Itália         | 25 de Junho de 2013 | Descarga digital | RCA                     |
| Nova Zelândia  | 25 de Junho de 2013 | Descarga digital | RCA                     |
| Portugal       | 25 de Junho de 2013 | Descarga digital | RCA                     |
| Suécia         | 25 de Junho de 2013 | Descarga digital | RCA                     |
| Suíça          | 25 de Junho de 2013 | Descarga digital | RCA                     |
| Estados Unidos | 8 de Julho de 2013  | Rádio country    | RCA, Columbia Nashville |